# Leo
Leo (variantou je Leon, León, Lion) je mužské křestní jméno. Podle českého kalendáře má svátek 19. června a 22. března.
Jméno má řecký původ, slovo „león“, česky Leoš, znamená „lev“.

## Domácké podoby
Leo, Leonek, Leošík, Leošek, Leny

## Známí nositelé jména
- Leo Beenhakker – nizozemský fotbalový manažer
- Leo Bosschart – nizozemský fotbalista
- Leo Fall – rakouský hudební skladatel
- Leo Klein Gebbink – nizozemský pozemní hokejista
- Leo Mazzone
- Leo Visser – nizozemský rychlobruslař
- Leo Van Vliet – nizozemský cyklista
- Leo Arnaud – francouzsko-americký skladatel
- Leo Fender – tvůrce elektrické kytary
- Leo Jogiches – marxistický revolucionář
- Leo Ku – hongkongský zpěvák a herec
- Leo Major – francouzsko-kanadský hrdina z 2. světové války
- Leo Strauss – americký politický filozof
- Lev Tolstoj – ruský spisovatel
- Lev Trockij - ruský politik

## Známí fiktivní nositelé
- Leo Jones – postava z britského televizního seriálu Doctor Who
- Leo Wyatt – postava z amerického televizního seriálu Čarodějky
- Leo McGarry – postava z amerického televizního seriálu Západní křídlo

- Leo Valdez – fiktivní postava z knižní série Bohové Olympu Ricka Riordana